# Serixia chinensis
Serixia chinensis är en skalbaggsart som beskrevs av Stefan von Breuning 1948. Serixia chinensis ingår i släktet Serixia och familjen långhorningar. Inga underarter finns listade i Catalogue of Life.